# Spokane (rivière)
Pour les articles homonymes, voir Spokane.
La Spokane est une rivière affluent du fleuve Columbia.

## Géographie
Mesurant environ 179 kilomètres de long, elle coule dans le nord de l'Idaho et l'Est de Washington aux États-Unis. Elle passe par la ville de Spokane avec qui elle partage son nom.

## Aménagements
Elle est très utilisée pour l'irrigation et la production d'eau potable. Son bassin versant comprend une région d'élevage extensif et de production de bois.